# Исаков, Дмитрий Павлович
Дмитрий Павлович Исаков — советский военно-морской деятель, капитан 1-го ранга (10.09.1943).

## Молодость и Гражданская война
Родился 26 октября 1895 года в деревни Рузановка Панаевской волости Буинского (Алатырского) уезда Симбирской губернии (ныне Сурского района, Ульяновской области), в бедной крестьянской семье. Работать начал с 14 лет: батрачил, работал плотником, а зимой — валяльщиком валенок.
В 1915 призван на Балтийский флот. Служил матросом, затем писарем на линкоре «Император Павел I». Последний нижний чин в Русском императорском флоте — матрос 1-й статьи.
Член РКП(б) с марта 1917. В РККА с 30.05.1917 года.
С февраля 1918 — комиссар Главного Морского хозяйственного управления. Затем служил военкомом Волжской военной флотилии. С августа 1919 — старший помощник командира Нижегородского военного порта. С марта по ноябрь 1920 — на Южном фронте уполномоченный ВСНХ, НКПС и РВСР по снабжению донецким углём флотов и флотилий.

## Послевоенный период
В 1921—1922 был командиром военных портов — Новороссийского, а затем Николаевского и одновременно старшим морским начальником Западного района Чёрного моря. Затем до августа 1925 командовал Владивостокским военно-морским портом Морских сил Дальнего востока. В 1925 зачислен слушателем Военно-морской академии. В 1930 окончил её по 1-му разряду, после чего проходил стажировку старпомом на линкоре «Октябрьская Революция» и эсминце «Ленин» в составе Морских сил Балтийского моря. С ноября 1930 — военмор, командующий АКВФ. С октября 1933 — командующий и военком Каспийской военной флотилии.
При введении персональных воинских званий в СССР 20 ноября 1935 году Д. П. Исакову присвоено воинское звание флагмана 2-го ранга.

## Арест и следствие
30 июня 1938 года освобождён от должности и зачислен в распоряжении НКО СССР. Однако он не успел даже выехать в Москву.
Был уволен с флота по ст. 44-в 3 июля 1938 года.
23 июня 1938 года арестован в городе Баку. Проходил по групповому делу с другими офицерами КВФ: начальником штаба флотилии Н. Н. Унковским, флагштурманом М. А. Шифферсом и флагманским инженер-механиком В. Ф. Латушкиным. Все они обвинялись в принадлежности к «военно-фашистскому заговору». Во время предварительного следствия признания от Исакова добивались незаконными методами: применяли «физические методы воздействия», более полугода содержали в холодном карцере, где заболел туберкулёзом. В результате этого Исаков сознался в инкриминируемых ему преступлениях. Однако позже отказался от своих показаний как от ложных.
23 апреля 1939 года дело было рассмотрено военным трибуналом Закавказского военного округа и в связи с недостатком доказательств вины направлено на доследование. В период между судами Исаков перенёс сложную урологическую операцию. 6—7 декабря 1940 года в том же трибунале состоялось новое двухдневное слушание дела Исакова и других арестованных командиров (начальников) Каспийской военной флотилии. 7 декабря приговором Военного трибунала Закавказского ВО все они были оправданы. Однако сотрудники особого отдела КВФ отказались освободить оправданных командиров (начальников), а врио Главного военного прокурора РККФ бригвоенюрист Д. З. Лелюхин 1 марта 1940 года направил прокурорский протест на оправдательный приговор. 21 марта 1941 года Военная коллегия Верховного Суда СССР в составе: диввоенюрист Я. П. Дмитриев, бригвоенюристы Ф. А. Климин и М. Г. Романычев) своим определением приговор военного трибунала отменила, а дело направила на новое расследование со стадии предварительного следствия. Некоторое время дело находилось в Особом совещании при НКВД СССР, а 20 января 1942 было направлено в Главную военную прокуратуру ВМФ для утверждения обвинительного заключения.
Но 23 февраля 1942 года Главный военный прокурор ВМФ корвоенюрист Г. А. Алексеев дело прекратил ввиду того, что никаких доказательств вины обвиняемых в деле так и не появилось. Однако Особый отдел вновь не освободил заключённых, а 30 июня 1942 заместитель начальника Управления особых отделов старший майор госбезопасности Н. А. Осетров обратился к Прокурору СССР В. М. Бочкову с просьбой отменить решение Главного военного прокурора ВМФ. 16 июля 1942 года Бочков решение отменил, а дело направил на рассмотрение Особого совещания при НКВД СССР с предложением назначить меру наказания по 5 лет исправительно-трудовых лагерей каждому. Постановлением ОСО при НКВД СССР от 22 августа 1942 года Исаков и остальные командиры (начальники) были осуждены на 5 лет ИТЛ каждый. Срок Исаков отбывал в лагерях Молотовской области.

## Возвращение на флот
23 июня 1943 года срок заключения закончился и Исаков вышел на свободу. Поселился в Березниках Молотовской области и там же устроился работать рулевым речного трамвая Камского речного пароходства. Но Исаков хотел вернуться на службу в ВМФ, и поэтому неоднократно обращался в местный военкомат, где состоял на учёте как военнообязанный, с просьбой направить его в действующую армию.
10 сентября 1943 года приказом наркома ВМФ Н. Г. Кузнецова Исаков был восстановлен в кадрах флота с присвоением ему звания капитана 1-го ранга, и назначен заместителем начальника тыла Амурской военной флотилии и командиром Хабаровского военного порта. Затем служил начальником тыла Амурской военной флотилии; в этой должности участвовал в Советско-японская войне. По окончании войны с него была снята судимость. В 1945—1947 — начальник тыла Дунайской военной флотилии. Согласно записи в послужной карте, хранящейся в ЦВМА, скончался в Ялтинском госпитале от туберкулёза в 1947 году.
Постановлением ВКВС СССР от 14 мая 1955 полностью реабилитирован.

## Воинские звания
- Флагман 2-го ранга (20.11.1935[14])
- Капитан 1-го ранга (10.09.1943)

## Награды
- Орден Ленина (5.11.1946)[15]
- Два ордена Красного Знамени (21.02.1933[16]; 3.11.1944[17]);
- Орден Красной Звезды (8.07.1945)[18];
- Медаль «XX лет Рабоче-Крестьянской Красной Армии» (22.02.1938)[16];
- Медаль «За победу над Германией в Великой Отечественной войне 1941—1945 гг.» (1945);
- медаль «За победу над Японией» (1945).